# Петроварадинска регимента
Петроварадинска регимента или Петроварадински пук била је војно-територијална јединица Војне крајине у Хабзбуршкој монархији. Постојала је од 1747. до 1873. године, а њеном саставу су у великом броју служили Срби. Област Петроварадинског пука обухватала је тадашње  54 квадратне миље у саставу Славонско-сремске војне крајине.

## Историја
Током прве половине 18. века, крајишке капетаније у Срему биле су у саставу Подунавске војне крајине, која је накнадно укључена у састав нове Славонске војне крајине. Петроварадински пук је основан 1747. године, након реорганизације дотадашњих крајишких капетанија на подручју Срема, а званичан назив био му је био: Petrowaradeinner National-Infantrie Regiment No 5 (од 1768. године број ове граничарске регименте био је 9.) Регимента је у почетку имала проблема са расположивим људима за војну службу. Током Седмогодишњег рата који је избио 1756. године имала је 575 војника, а наком мира у Хубертсбургу 1.156 пешака и 145 хусара.
Петроварадинска регимента је 1850. године издвојена из састава Славонске војне крајине и прикључена Банатско-српској војној крајини са седиштем у Темишвару. То решење је остало на снази све до 1871. године, када је Петроварадинска регимента укључена у састав Хрватско-славонске војне крајине.
Током 1873. године спроведено је развојачење свих регименти у саставу Хрватско-славонске војне крајине, али те области нису одмах прикључене Краљевини Хрватској и Славонији, већ су добиле посебну земаљску управу, која се делила на шест крајишких окружја, међу којима је био и новостворено Петроварадинско окружје, које је образовано на подручју укунуте Петроварадинске регименте. Тек 1881. године, сва крајишка окружја прикључена су Краљевини Хрватској и Славонији, која је тиме добила границу на рекама Уни и Сави. У оквирима проширене Краљевине, прикључена окружја наставила су да постоје све до 1886. годинне, када је жупанијско уређење протегнуто и на те просторе, чиме је био окончан процес интеграције некадашњих крајишких области.